# Ред-Банк (Південна Кароліна)
Ред-Банк (англ. Red Bank) — переписна місцевість (CDP) в США, в окрузі Лексінгтон штату Південна Кароліна. Населення — 10 924 особи (2020).

## Географія
Ред-Банк розташований за координатами 33°55′46″ пн. ш. 81°14′2″ зх. д. / 33.92944° пн. ш. 81.23389° зх. д. (33.929541, -81.233928).  За даними Бюро перепису населення США в 2010 році переписна місцевість мала площу 31,17 км², з яких 30,58 км² — суходіл та 0,60 км² — водойми.

## Демографія
Згідно з переписом 2010 року, у переписній місцевості мешкало 9617 осіб у 3712 домогосподарствах у складі 2674 родин. Густота населення становила 308 осіб/км².  Було 3956 помешкань (127/км²).
Расовий склад населення:
| - 84,6 % — білих - 10,3 % — чорних або афроамериканців - 0,6 % — азіатів - 0,5 % — корінних американців - 2,1 % — осіб інших рас |

До двох чи більше рас належало 1,9 %. Частка іспаномовних становила 4,0 % від усіх жителів.
За віковим діапазоном населення розподілялося таким чином: 25,5 % — особи молодші 18 років, 65,9 % — особи у віці 18—64 років, 8,6 % — особи у віці 65 років та старші. Медіана віку мешканця становила 35,8 року. На 100 осіб жіночої статі у переписній місцевості припадало 94,1 чоловіків;  на 100 жінок у віці від 18 років та старших — 92,8 чоловіків також старших 18 років.
Середній дохід на одне домашнє господарство  становив 54 639 доларів США (медіана — 45 322), а середній дохід на одну сім'ю — 62 095 доларів (медіана — 49 978). Медіана доходів становила 39 590 доларів для чоловіків та 36 387 доларів для жінок. За межею бідності перебувало 17,4 % осіб, у тому числі 25,8 % дітей у віці до 18 років та 9,9 % осіб у віці 65 років та старших.
Цивільне працевлаштоване населення становило 4485 осіб. Основні галузі зайнятості: освіта, охорона здоров'я та соціальна допомога — 16,3 %, науковці, спеціалісти, менеджери — 12,8 %, будівництво — 11,6 %.